# Sucre (Cauca)
Sucre es un municipio colombiano localizado en el departamento del Cauca.

## Geografía
Sucre está ubicada a 2° 3'30” Latitud Norte y 76° 56'46” Longitud Oeste
Su altura sobre el nivel del mar es de 1140 m. su temperatura es 26 °C y su precipitación es 1600 ml anuales

### Límites
Por el Norte limita con los municipios del Patía y la Vega, por el Oriente con Almaguer, la Vega y Bolívar, por el Occidente con el Patía y en su parte sur con el Municipio de Bolívar.

### Ecología
Área de interés ambiental
1. Cerro negro: 
2. Cuchilla palo verde: 
3. Peña Blanca: 
4. Cuchilla la Estrella: 
5. Heliconias : 
6. El Alto de las nubes: 
7. Cerro Mamá Juana: 
8. Bosques de Galería: 
9. Cueva de Los Murciélagos: 
10. La Chorrera: 
11. Bosque ripario: 
12. Bosque El Chucho: Hoy ya extinto.
13. Los Guadales: 
14. Resumideros El Jigua 15 Charco el burro

## División Político-Administrativa
Además de su Cabecera municipal. Sucre tiene bajo su jurisdicción los siguientes Centros poblados:
- El Paraíso
- La Ceja
- Cascadas
- Crucero Bello
- El Retiro
- Tequendama
- Cabecera Municipal

## Historia
Fecha de fundación: el 10 de diciembre de 1999 fue reconocido como municipio gracias a la iniciativa de sus pobladores.

## Economía
Son importantes el sector agropecuario con cultivos como la caña panelera, el café, el plátano y los frutales, especialmente la mora de castilla con 18 hectáreas sembradas en el municipio. En cuanto a la producción pecuaria se cuenta con Ganadería para carne y producción lechera, la avicultura, porcicultura, piscicultura y acuicultura.